# Боевая группа «Байерсдорф»
Боевая группа «Байерсдорф» (нем. SS Kampfgruppe «Beyersdorf») — подразделение войск СС для выполнения специальных задач, сформированное в начале февраля 1944 года. Состояло из украинских добровольцев, отправленных для обучения в 14-ю гренадерскую дивизии СС. Группа была основана по приказу обергруппенфюрера СС Вильгельма Коппе. Её задачей была борьба с партизанами на территории Генерал-губернаторства.

## Структура
Общая численность боевой группы составляла около 2000 человек. В неё отбирали самых опытных офицеров и унтер-офицеров, а также по возможности более опытных солдат (как немцев, так и украинцев). Исключение составляла артиллерийская батарея, где часть личного состава даже не успела пройти курс молодого бойца. Командирами подразделений были преимущественно украинцы. Большинство из них имели военный опыт, полученный в армиях стран-участниц Первой мировой войны, армии Украинской Народной Республики, Украинской Галицкой армии, Войске Польском и РККА.
Из-за принятой у немцев традиции, соединение назвали по фамилии командира: боевая группа «Байерсдорф» (командир — оберштурмбаннфюрер СС Фридрих Бейерсдорф) Состояла она из следующих частей:
- штаб. Начальник штаба — гауптштурмфюрер СС Йоханнес Кляйнов;
- пехотный батальон из четырёх рот общей численностью около 500 человек. 4-я рота была «тяжёлой», то есть вооружённой станковыми пулемётами и миномётами. Командир батальона — гауптштурмфюрер СС Карл Бриштот;
- артиллерийская батарея из шести 105-мм лёгких полевых гаубиц leFH 18/40 на конной тяге и 300 человек личного состава. Командир — ваффен-штурмбаннфюрер СС Николай Палиенко;
- противотанковый взвод. Командир — ваффен-унтерштурмфюрер СС Иван Тарнавский;
- сапёрная рота. Командир — ваффен-гауптштурмфюрер СС Иван Ремболович;
- кавалерийское разведывательное подразделение. Командир — ваффен-гауптштурмфюрер СС Роман Долинский;
- телефонный взвод связи (35 человек) под командованием ваффен-унтерштурмфюрера СС Адриана Демчука;
- полевой санитарный взвод (35 человек);
- ветеринарное отделение (15 человек) под командованием ваффен-унтерштурмфюрера СС доктора Владимира Кишко;
- хозяйственная рота (около 100 человек) под командованием ваффен-оберштурмфюрера СС Остапа Полякова-Сквирского;
- 4 штурмовых ПТ-САУ StuG III старых модификаций, которые в Хайделагере использовались для учебных целей.

На вооружении стрелковых подразделений состояли 32 пулемёта MG 34 и MG 42, 16 миномётов (50-мм и 80-мм), пистолеты-пулемёты MP 40 и «Бергманн» для унтер-офицеров и наиболее подготовленных стрелков, а также стандартные немецкие винтовки Mauser 98k. На вооружении 2-й роты пехотного батальона имелось некоторое количество устаревших пулемётов MG 08 (версия станкового пулемёта Максима времён Первой мировой войны).
Группа была малоподвижной из-за нехватки автотранспорта — всего 12 грузовиков и несколько внедорожников-амфибий «Швиммваген». Артиллерия и обозы были на конной тяге, а пехотинцы должны были идти пешком. Единственным мобильным подразделением был кавалерийский разведывательный отряд Долинского.

## Боевой путь
Уже в середине февраля личный состав группы «Байерсдорф» переправлялся из лагеря Гайделягер на восток современной Польши в район Томашова. Дорога проходила через Львов, где была запланирована остановка. Во время этой остановки на львовский вокзал воинам приходили делегаты от Украинского Центрального Комитета и Военной управы, рядовые граждане, родственники и друзья воинов, журналисты и волонтеры от украинских организаций, которые приносили бойцам подарки.
В феврале и марте отряд участвовал в антипартизанских действиях в районе действовала в районах Любачева, Чесанова, Тарнгорода, Билгорая и Замостья. Главными врагами боевой группы стали красные партизаны из соединения Петра Вершигоры и Сидора Ковпака, заключившие временный союз с партизанами-националистами из УПА и Армии Крайовой.
Первый бой с партизанами 4 марта состоялся за село Хмелик лежащего восточнее дороги Тарноград — Билгорай. Вместе с эсэсовцами в бою участвовали бойцы 5-го галицийского полицейского полка. После пятичасового боя партизаны были вынуждены отступить. Потери боевой группы составили 2 погибших (один украинский офицер) и 6 раненых. СС-гауптштурмфюрер Бриштот организовал преследование партизан, оставивших за основными силами небольшой арьергард, однако увлечённые преследованием эсэсовцы попали в засаду и потеряли целый взвод (25 человек). Бриштоту не удалось уничтожить партизанский отряд, ограничившись лишь ликвидацией арьергарда.
В течение месяца группа принимала участие в мелких стычках с советскими партизанами, разбитых на мелкие группы. Общие результаты проведения операции были неоднозначными, помимо этого известно о случаях насильственных реквизиций продовольствия у местного населения, в результате чего в знак протеста застрелился украинский офицер, командир одного из взводов.
Группа была расформирована 30 марта 1944 года, а её бойцы были возвращены в состав дивизии на учебный полигон Нойхаммер в Силезии. За отличия в антипартизанских операции некоторые офицеры-украинцы были награждены Крестами военных заслуг с мечами 2-го класса — среди них Роман Долинский, Николай Палиенко, Иван Ремболович, Юрий Черкашин и капеллан группы Иван Дурбак.
Польские историки приписывают солдатам группы «Байерсдорф» самые разнообразные военные преступления, в том числе и расправу в Гуте Пеняцкой, однако ни одно обвинение так и не получило подтверждений. Как утверждает украинский историк Роман Пономаренко, в районе действий группы «Байерсдорф» документально не было зафиксировано преступлений вроде сожжения сёл или массовых расстрелов. В данном случае многое зависело от позиции самого Байерсдорфа, которая оказалась очень умеренной. Даже после убийства двух солдат в селе Соль он не предпринял репрессий по отношению к местному населению, хотя по действовавшим тогда немецким законам имел на это право.